# 短尾奥湖剑水蚤
短尾奥湖剑水蚤（学名：Ochridacyclops brevicaudatus）为剑水蚤科奥湖剑水蚤属的动物，其种加词“brevicaudatus”意为“短尾的”。中国特有物种。分布于广东等地，一般栖息于溪流江河中。